# Antonino Parlapiano
Antonino Parlapiano (Ribera, 1839 – 27 novembre 1903) è stato un politico italiano.